# Antoni Bederski
Antoni Bederski (ur. 13 stycznia 1848 w Wysokiej, zm. 29 marca 1930 w Poznaniu) – polski filolog, bibliotekarz i redaktor. Dyrektor Biblioteki Raczyńskich w Poznaniu.

## Życiorys
Antoni Bederski był synem zamożnego chłopa Tomasza i Anny z Matczyńskich. Podczas nauki w gimnazjach pelplińskim i chełmińskim wstąpił do nielegalnej organizacji filomackiej im. Tomasza Zana (1866). W 1870 wcielony do wojska pruskiego. Absolwent uniwersytetów w Berlinie i Wrocławiu (filologia klasyczna i słowiańska). Pracownik wrocławskiej Biblioteki Uniwersyteckiej i redaktor Nowin Szląskich, a także członek Towarzystwa Literacko-Słowiańskiego we Wrocławiu. Od 1891 pracował w Bibliotece Raczyńskich w Poznaniu, jako drugi bibliotekarz, zawsze zastępując podczas wakatów czterech kolejnych dyrektorów. Mimo zakazów władz zaborczych prowadził intensywną pracę z polskim czytelnikiem. Podczas I wojny światowej uratował księgozbiór przed wywiezieniem w głąb Niemiec. Pierwszym bibliotekarzem (dyrektorem) został w 1919, mimo że nieformalnie zarządzał instytucją już w 1918. To właśnie on doprowadził do zmiany nazwy stanowiska: z pierwszego bibliotekarza na dyrektora. Po zakończeniu wojny biblioteka była w wyjątkowo złej kondycji finansowej, groziło jej nawet bankructwo. Bederski czynił wielkie wysiłki celem zdobywania subwencji na bieżącą działalność, a także namawiał wydawców do przekazywania bezpłatnych egzemplarzy do zbiorów (egzemplarz obowiązkowy utracono na rzecz Biblioteki Uniwersyteckiej). Za jego kadencji rozwiązano fundację, a książnica przeszła pod zarząd miejski. Ze stanowiska ustąpił w 1929, na rok przed śmiercią. Czynny zawodowo prawie do ostatniego dnia życia. W 1929 ogłosił pracę Druki poznańskie XVI–XVIII w. znajdujące się w Bibliotece Raczyńskich.
Od 26 listopada 1892 był mężem Elżbiety z Brzeskich (ur. 1872). Mieli dwóch synów i córkę Angelikę, która zmarła po urodzeniu (w 1897 r.). Starszy syn Adam (1893–1961), był poetą, potem pracował w służbie dyplomatycznej. Młodszy syn, Jan (1899–1983) był lekarzem internistą.
Zmarł nagle 29 marca 1930. Pochowany 1 kwietnia 1930 na cmentarzu Świętomarcińskim w Poznaniu. Nad trumną przemówienie wygłosił Cyryl Ratajski. Podczas II wojny światowej Niemcy przenieśli groby z cmentarza Świętomarcińskiego do Lubonia, na cmentarz obecnie już nieczynny.

## Ordery i odznaczenia
- Krzyż Oficerski Orderu Odrodzenia Polski (10 listopada 1928)[6]

## Upamiętnienie
Antoni Bederski jest patronem Biblioteki Publicznej w Wysokiej.